# Ніккі Блонд
Мікае́ли Ша́їке (угор. Saike Michaela, нар. 9 березня 1981), відома як Ні́ккі Блонд (англ. Nikky Blond) — угорська порноакторка, яка тривалий час жила в Кішварді.

## Життєпис
Потрапивши в порноіндустрію в 1999 році у 18 років, швидко стала популярною у США і отримала кілька порнонагород, знявшись відтоді у понад 100 порнофільмах. Здебільшого знімалася зі своїм чоловіком Ренато, бразильською порнозіркою.
Багаторазово знімалася для обкладинки видань Ninn Worx Майкла Нінна. Її можна побачити у порнофільмах виробництва студій і компаній Toxxxic, Sinister, Ninn Worx, Evil Angel Productions, H2 Video, Metro, Hustler, New Sensation, Elegant Angel, Platinum X, Smash Pictures, Private Media Group і Colossal Entertainment, а також у роботах П'єра Вудмана.

## Фільмографія
- 2008: Carolina Jones and the Broken Covenant
- 2007: Private: X-Girls: The Lost X-Teens (V)
- 2007: Victory Over De-Feet (V)
- 2006: Cum Hungry Leave Full 2 (V)
- 2006: All Star Strip Poker (VG)
- 2006: Pop 6 (V)
- 2005: Pipeline Riders (V)
- 2005: Catherine (V)
- 2005: Private X-treme 18: Eurobabes Take It to the Xtreme (V)
- 2005: 2 on 1 # 21 (V)
- 2005: Babelicious (V)
- 2005: Cum on My Face 2 (V)
- 2005: Fragile 2: Reflections (V)
- 2005: Fresh Euro Teens (V)
- 2005: Nasty Girls 32 (V)
- 2005: Passion (V)
- 2005: The Private Story of Nikky Blond (V)
- 2005: Robinson Crusoe on Sin Island (V)
- 2005: Soloerotica 6 (V)
- 2004: All Sex 3 (V)
- 2004: Anal Dreams (V)
- 2004: Ass Angels 3 (V)
- 2004: Ass Pounders 2 (V)

## Нагороди
- 2004: удостоєна Venus Award як найкраща акторка (Угорщина)